# Skedflikmossa
Skedflikmossa (Lophozia wenzelii) är en bladmossart som först beskrevs av Christian Gottfried Daniel Nees von Esenbeck, och fick sitt nu gällande namn av Franz Stephani. Enligt Catalogue of Life ingår Skedflikmossa i släktet flikmossor och familjen Scapaniaceae, men enligt Dyntaxa är tillhörigheten istället släktet flikmossor och familjen Lophoziaceae. Arten är reproducerande i Sverige. Inga underarter finns listade i Catalogue of Life.